# أليخاندرو فيدال
أليخاندرو فيدال (بالإسبانية: Alejandro Vidal)‏ هو دراج تشيلي، (و. 1897  م).

## وصلات خارجية
- أليخاندرو فيدال على موقع أوليمبيديا (الإنجليزية)